# 오디오테이프

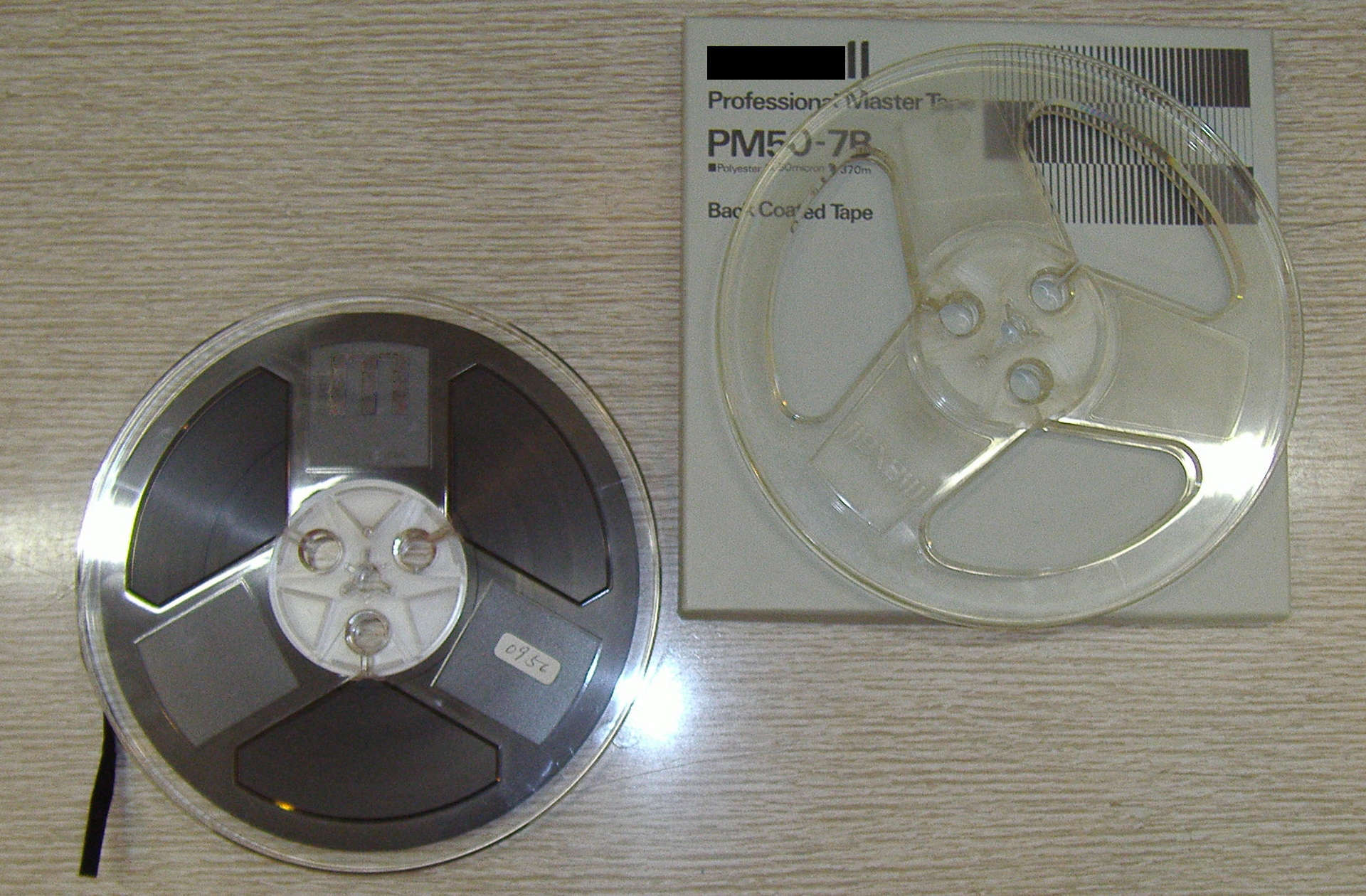
맥셀에서 만든 1/4인치 오픈 릴 테이프 7인치 빈 릴

오디오테이프(audiotape)는 오디오 신호를 저장하는 데 사용되는 자기 테이프이다. 저장되는 정보는 아날로그 신호 또는 디지털 신호의 형태일 수 있다. 오디오테이프는 오픈 릴에 릴 투 릴 오디오 테이프 레코딩을 위한 기계를 포함한 다양한 테이프 레코더에 사용될 수 있으며, 하나의 릴만 있는 케이스(테이프 카트리지) 또는 두 개의 릴(콤팩트 카세트) 안에 보관될 수 있다.

## 역사

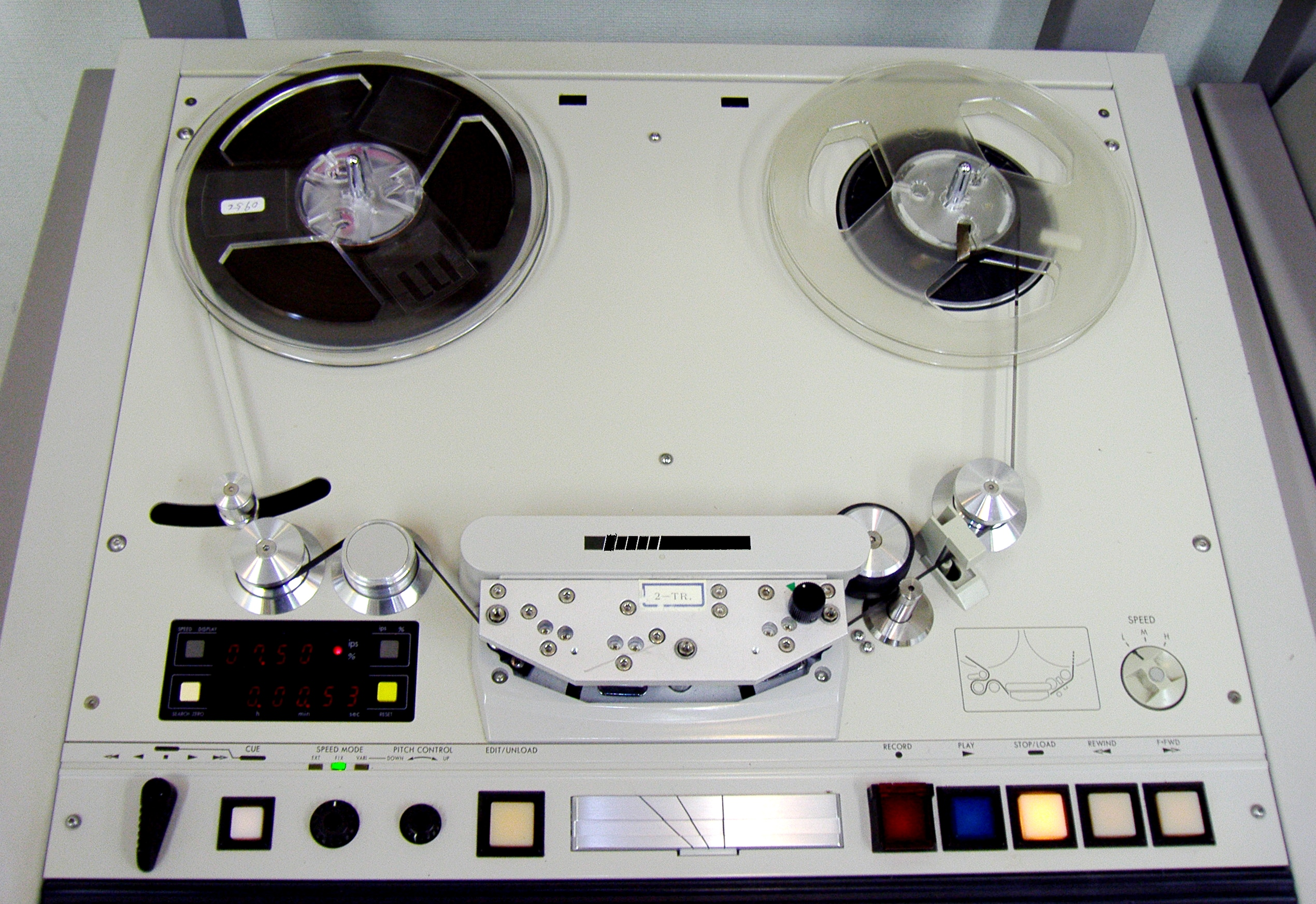
테이프 레코더 기계

음성 녹음을 위한 자기 테이프의 사용은 독일 엔지니어 쿠르트 스틸레가 1924년에 폴슨 와이어 레코더라는 강철 와이어를 사용한 받아쓰기 기계를 개발하면서 시작되었다. 영국에서 일하던 독일 엔지니어 루이 블라트너는 이듬해 스틸레의 기술에 대한 라이선스를 얻어 자기 강철 테이프에 녹음할 수 있는 기계를 개발하기 시작했다. 이 기계는 나중에 블라트너폰이라고 불리게 되었다. 이 기계는 폭 6mm, 두께 0.08mm의 강철 테이프를 사용했다. 초당 5피트의 속도로 이동했으며 최대 20분 분량의 오디오를 녹음할 수 있었다. 이 테이프는 영국방송공사와 같은 일부 기관에서 사용되었지만, 음악 녹음에는 품질이 적합하지 않다고 여겨져 주로 받아쓰기 녹음에 사용되었다.
테이프의 품질이 향상된 것은 BASF라는 독일 회사가 테이프를 더 얇고 완전한 강철을 사용하지 않는 새로운 제조법을 개발한 1930년대에 이르러서였다. 이 아이디어는 프리츠 플로이머가 1928년에 산화물 분말을 칠한 종이 테이프를 발명한 것에 기반을 두었다.

## 릴 녹음
테이프 제조법과 테이프 헤드의 발전은 오디오 녹음 용량과 음질의 향상으로 이어졌다. 테이프를 읽고 녹음할 수 있는 최초의 기계는 필름과 유사한 릴을 사용하여 작동했다. 처음에는 품질이 좋지 않았기 때문에 뉴스 방송사만이 녹음을 위해 테이프를 사용했지만, 결국 녹음 스튜디오와 음반사도 음악과 앨범을 녹음하기 위해 이 형식을 사용하기 시작했다.
릴 기계에서 사용되는 테이프는 크기와 제조법이 다양했으며, 다양한 회사와 심지어 방송사도 테이프에 녹음하는 자체 독점 방식을 사용했다. 테이프를 읽는 속도도 이 기계들에게 중요했는데, 속도가 느리면 녹음을 재생할 때 들리는 히스 노이즈가 발생할 수 있었기 때문이다. 결국 표준화가 더 중요해졌고, 전문 녹음과 가정용 녹음 모두를 위한 호환 가능한 형식이 출시되었다.

## 테이프 카트리지와 카세트
기술의 발전은 테이프를 오디오 품질은 저하되지만 더 호환 가능한 형식으로 저장할 수 있다는 것을 의미했다. 초기 출시된 제품들은 "테이프 카트리지"로 알려진 단일 릴에 감겨진 테이프를 특징으로 했다. 피델리팩과 같은 전문가용 테이프 카트리지와 8트랙 카트리지를 사용한 소비자용 카트리지가 있었다.
결국 릴 투 릴 녹음을 재현해야 할 필요성으로 인해 내부에 두 개의 릴을 사용하는 "카세트" 형식, 나중에는 오디오카세트라고도 불리는 형식이 탄생했다. RCA는 카트리지 이름을 계속 사용한 RCA 테이프 카트리지를 통해 최초의 이러한 형식을 출시했지만, 필립스가 콤팩트 카세트를 통해 오디오 카세트에서 가장 실용적이고 여전히 인기 있는 형식을 출시했다. 필립스는 또한 이 플라스틱 장치에 대해 프랑스어에서 "작은 케이스"를 의미하는 단어를 따서 "카세트"라는 단어를 만들었다.